# ایکی‌نوشیما
ایکی‌نوشیما یا جزیره ایکی (به ژاپنی: 壱岐島) یکی از جزایر استان ناگاساکی است که در جنوب غربی کشور ژاپن مابین کیوشو و تسوشیما واقع شده است. طول جزیره از شمال به جنوب ۱۷ کیلومتر و از شرق به غرب ۱۴ کیلومتر است. این جزیره ۱۳۳٫۸ کیلومتر مساحت دارد. ایکی، ناگاساکی مرکز اداری این جزیره به‌شمار می‌آید.